# Markus Bokesch
Markus Bokesch (* 15. April 1991 in Traun) ist ein ehemaliger österreichischer Handballspieler.

## Karriere
Bokesch begann beim SK Pastl Traun Handball zu spielen. Mit der Unter–17–Mannschaft der Oberösterreicher gewann er den Österreichischen Staatsmeistertitel. Ab der Saison 2008/09 lief er für den HC Linz AG in der Handball Liga Austria auf. Bis 2013 war der Torwart auch im Unter–20–Bewerb für die Linzer aktiv.
Zur Saison 2015/16 wechselte Bokesch zum Wilhelmshavener HV. 2017/18 verpflichtete der HC Linz AG den Torwart wieder. 2019/20 gab es ein Angebot für einen Wechsel zu  Handball Tirol Bokesch entschied aber weiter in Linz unter Vertrag zu bleiben. Nach der Saison 2022/23 beendete er seine aktive Karriere.
Bokesch stand im Vorbereitungskader der österreichischen Handballnationalmannschaft für die Handball-Weltmeisterschaft der Männer 2015.